# Jerry Pate
Jerome Kendrick "Jerry" Pate, född 16 september 1953 i Macon i Georgia, är en amerikansk golfspelare.
Pate vann majortävlingen US Open 1976 på Atlanta Athletic Club i Duluth i Georgia. Han gick de fyra rundorna på 277 slag och vann med två slag före Al Geiberger och Tom Weiskopf. Han deltog i det amerikanska Ryder Cup-laget 1981.
Sex år efter sin seger skadade han sin axel vilket ledde till att han fick sluta med tävlingsgolfen. I stället startade han ett företag i Pensacola i Florida som designar golfbanor, Jerry Pate Company. Trots sin axelskada började Pate 2004 att spela på Champions Tour och i januari 2006 hade han som bäst tre andraplatser på den touren.

## Meriter

### Majorsegrar
- 1976 US Open

### PGA-segrar
- 1976 Canadian Open
- 1977 Phoenix Open,  Southern Open
- 1978 Southern Open
- 1981 Danny Thomas Memphis Classic,  Pensacola Open
- 1982 Tournament Players Championship

### Övriga segrar
- 1974 U.S. Amateur, Florida Amateur
- 1976 Pacific Masters
- 1977 Mixed Team Championship (med Hollis Stacy)
- 1980 Brazilian Open
- 1981 Colombia Open, ABC Sports Shinko